# Mustaselkä (ås)
Mustaselkä är en ås i Finland.   Den ligger i landskapet Lappland, i den norra delen av landet, 800 km norr om huvudstaden Helsingfors.